# Ysenburg-Büdingen-Marienborn
Die Grafschaft Ysenburg-Büdingen-Marienborn lag im heutigen Wetteraukreis, in der südöstlichen Wetterau im Südosten des heutigen Landes Hessen und bestand von 1687 bis zu ihrer Aufteilung 1725 (nach dem Aussterben der gräflichen Linie Marienborn mit dem Tod des Grafen Carl August). Das reichsunmittelbare Grafengeschlecht, das dieses Territorium beherrschte, gehörte dem Gesamthaus Isenburg-Büdingen an, dessen vier Speziallinien ab 1687 die gleichnamigen Grafschaften (neben Marienborn noch Büdingen, Meerholz und Wächtersbach) innehatten.

## Lage und Grenzen
Der Marienborner Teil lag im Westen der (Gesamt-)Grafschaft Ysenburg-Büdingen, und zwar ungefähr zwischen der Nidda (Fluss) bei Ober-Mockstadt im Nordwesten und der Ronneburg im Südosten.

## Größe und Einteilung
0,75 Quadratmeilen (= 55 km²) groß, mit ca. 3000 Einwohnern. Die (Teil-)Grafschaft bestand aus
- dem Anteil an Assenheim mit den Dörfern Bönstadt und Bruchenbrücken und

den Gerichten
- Düdelsheim
- Eckhardshausen (5 Orte): Marienborn, Bergheim, Eckhardshausen, Himbach, Altwidermus,
- Mockstadt (3 Orte, 1706 von Kurmainz erworben): Heegheim, Niedermockstadt und Obermockstadt  und
- Stockheim.

Nach dem Erlöschen der Marienborner Linie (1724) kam es 1725 zur Aufteilung und einem Gebietstausch zwischen den drei verbliebenen Speziallinien: Die Wächtersbacher Linie erhielt von der Büdinger Linie die Dörfer Wolferborn und Michelau und die Burg Ronneburg, dafür trat Wächtersbach die Dörfer Gettenbach und Haitz an die Meerholzer Linie ab. Der  Büdinger Wald wurde zunächst noch gemeinsam verwaltet, obwohl Wächtersbach die Aufteilung und alleinige Verwaltung seines Anteils bald verlangte.

## Geschichte der Ysenburger Grafen
Ein Ysenburger, ursprünglich am Mittelrhein und im Westerwald beheimatet (Nieder-Isenburg, 1664 ausgestorben), kam über eine Heirat mit der Erbtochter von Büdingen in die südöstliche Wetterau (Ober-Isenburg). Die neue Grafschaft Ysenburg-Büdingen teilte sich vom Ende des 15. Jahrhunderts bis in die Mitte des 17. Jahrhunderts mehrmals.

### Die Landesteilung von 1687, die Entstehung des Büdinger Landes und der Speziallinien
Durch die Dritte Hauptteilung (1684) entstanden die beiden gräflichen Häuser Ysenburg-Büdingen-Birstein (ab 1744 Fürstentum Isenburg und Büdingen, seit dem Isenburg mit I) und Ysenburg-Büdingen. Das letztere teilte sich 1687 noch einmal in vier Speziallinien. Sie alle nannten sich Ysenburg und Büdingen und fügten jeweils den Ortsnamen des Sitzes ihrer Linie hinzu (einheitliche Schreibweise jedoch erst ab dem 19. Jahrhundert): zu Ysenburg-Büdingen in Büdingen (ausgestorben 1941), zu Ysenburg-Büdingen in Meerholz (ausgestorben 1929) und zu Ysenburg-Büdingen in Wächtersbach (die 1941 ihren Sitz in Büdingen nahmen; nur diese Linie war übrig geblieben). Die Teil-Grafschaften waren nicht nur durch die Blutsverwandtschaft, sondern insbesondere auch durch Hausverträge (Erbfolgeregelungen) verbunden (Agnaten).

Die zehn Reichskreise am Anfang des 16. Jahrhunderts
Oberrheinischer Kreis

Am 23. Juli 1687 erfolgte in einem erneuten Rezess (= Vergleich) die Teilung des Landes unter den vier Söhnen von Maria Charlotte (1631–1693), Witwe des Johann Ernst von Ysenburg-Büdingen, Vormünderin ihrer Söhne. Da das Erbprinzip der Primogenitur in Ysenburg noch nicht eingeführt war (Kaiser Karl VI. genehmigte erst 1713 die Primogeniturordnung für das ganze Haus Oberysenburg), wurde das Territorium geteilt. Der älteste Sohn, Johann Casimir Graf von Isenburg-Büdingen (1660–1693) erhielt Schloss, Stadt und Gericht Büdingen und die umliegenden Dörfer, Ferdinand Maximilian, der zweitälteste Sohn erhielt Schloss und Stadt Wächtersbach, Karl August erhielt Marienborn im heutigen Büdinger Stadtteil Eckartshausen mit den umliegenden Dörfern und Georg Albrecht erhielt Meerholz und die umliegenden Dörfer. Da die Linie Ysenburg-Büdingen-Marienborn bald ausstarb, gab es in der Folgezeit neben der (älteren) Hauptlinie Isenburg-Birstein die (neuen) Speziallinien Ysenburg und Büdingen in Büdingen, Ysenburg und Büdingen in Meerholz und Ysenburg und Büdingen in Wächtersbach.

### Die Aufteilung der Grafschaft

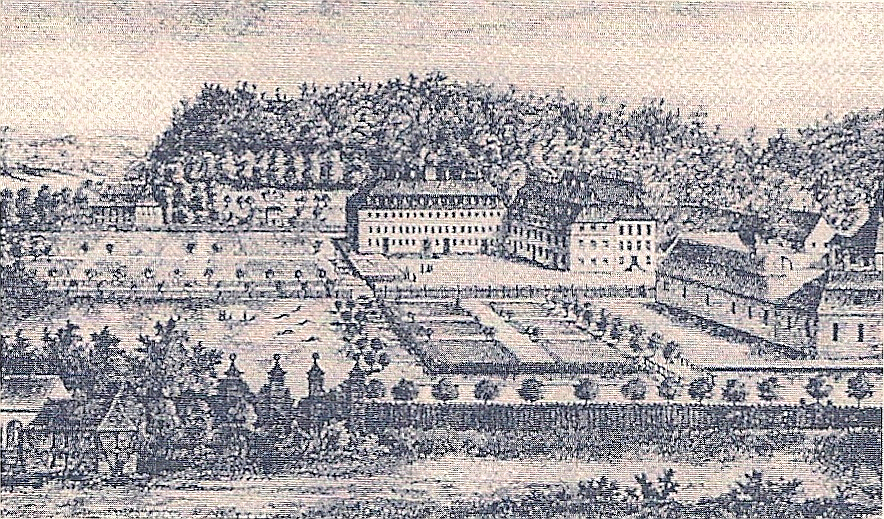
Schloss Marienborn der Grafen Ysenburg-Büdingen-Marienborn bei Büdingen-Eckartshausen in der südöstlichen Wetterau

Durch den Tod des Carl August Graf von Ysenburg-Büdingen-Marienborn kam es 1725 zur Aufteilung entsprechend seinem Testament. Der Marienborner Besitz wurde aufgeteilt zwischen den drei verbliebenen Speziallinien: Die Wächtersbacher Linie erhielt von der Büdinger Linie die Dörfer Wolferborn und Michelau und die Burg Ronneburg, dafür trat Wächtersbach die Dörfer Gettenbach und Haitz an die Meerholzer Linie ab. Der Büdinger Wald wurde zunächst noch gemeinsam verwaltet, obwohl Wächtersbach die Aufteilung und alleinige Verwaltung seines Anteils bald verlangte.
Jede der nunmehr drei Grafschaften umfasste jetzt ca. 200 km² mit ca. 6 500 Einwohnern bei Einnahmen von ca. 35 000 fl.
Aufstieg und Niedergang dieser Speziallinien ist in der Parabel von den Vier Fichten besonders populär geschildert.

## Regierender Graf von Ysenburg-Büdingen-Marienborn: Carl August
- Maria Charlotte, Witwe des Johann Ernst (1625–1673), Vormünderin ihrer vier Söhne (auch über Carl August) von 1673 bis 1691
* Meerholz 24. März 1631 † Meerholz 8. Juni 1693 (Grab: Schlosskirche Meerholz)

- Carl August, regierte 1687–1725
* Büdingen 27. Januar 1667 † Marienborn 16. März 1725 (Grab: Schlosskirche Meerholz)
⚭ Laubach 1690 Anna Belgica Florentine, Tochter des Grafen von Solms-Laubach,
* 9. September 1663; † Meerholz 9. Februar 1733 (Grab: Schlosskirche Meerholz).

Das Ehepaar hatte vier Kinder:
- 11. April 1691 ♂ Ernst Karl; † 22. Mai 1717
- 17. Februar 1694 ♂ Philipp; † 19. Oktober 1694
- 7. November 1695 ♀ Elisabeth Charlotte; verheiratet mit Wolfgang Ernst I. Graf zu Ysenburg und Büdingen in Birstein (ab 1744 Fürst zu Isenburg und Büdingen in Birstein) (* 5. April 1686; † 15. April 1754); † 23. September 1723 in Birstein
- 23. März 1697 ♀ Auguste Florentine; verheiratet mit Philipp Adolf, Graf von Rechteren (* 19. Februar 1699; † 4. November 1771); † 18. Oktober 1729 in Almelo

### Titel
Die Anrede, der Titel war nicht einheitlich festgelegt, erst nach der Mediatisierung im 19. Jahrhundert setzten die Souveräne der neuen Staaten die Anrede ihrer Standesherren verbindlich fest.

### Wappen
Alle Ober-Isenburger Häuser in der Wetterau führten als Wappen zwei schwarze Querbalken auf silbernem Grund (manche mit „Verbesserungen“, meist Mittelschilden, so Meerholz [zeitweise] und das Rheinbund-Fürstentum Isenburg 1806–1815).